# Женская сборная ветеранов Германии по кёрлингу
Женская сборная ветеранов Германии по кёрлингу — национальная женская сборная команда, составленная из игроков возраста 50 лет и старше. Представляет Германию на международных соревнованиях по кёрлингу. Управляющей организацией выступает Федерация кёрлинга Германии (нем. Deutscher Curling Verband).

## Результаты выступлений

### Чемпионаты мира
| Год        | Место          | И              | В              | П              | Состав (скипы выделены шрифтом) | Состав (скипы выделены шрифтом) | Состав (скипы выделены шрифтом) | Состав (скипы выделены шрифтом) | Состав (скипы выделены шрифтом) | Состав (скипы выделены шрифтом) |                |
| Год        | Место          | И              | В              | П              | четвёртый                       | третий                          | второй                          | первый                          | запасной                        | тренер                          |                |
| ---------- | -------------- | -------------- | -------------- | -------------- | ------------------------------- | ------------------------------- | ------------------------------- | ------------------------------- | ------------------------------- | ------------------------------- | -------------- |
| 2002—03    | не участвовали | не участвовали | не участвовали | не участвовали | не участвовали                  | не участвовали                  | не участвовали                  | не участвовали                  | не участвовали                  | не участвовали                  | не участвовали |
| 2004       | 9              | 9              | 1              | 8              | Karin Diekmann                  | Carola Murek                    | Brigitte Harmsen                | Gisela Horn-Moll                |                                 |                                 |                |
| 2005       | 11             | 6              | 2              | 4              | Karin Diekmann                  | Carola Murek                    | Brigitte Harmsen                | Gisela Horn-Moll                | Brigitta Paatz-Neuhaus          | Moritz Diekmann                 |                |
| 2006       | не участвовали | не участвовали | не участвовали | не участвовали | не участвовали                  | не участвовали                  | не участвовали                  | не участвовали                  | не участвовали                  | не участвовали                  | не участвовали |
| 2007       | 8              | 10             | 4              | 6              | Carola Murek-Rickmers           | Brigitta Paatz-Neuhaus          | Gisela Horn-Moll                | Brigitte Harmsen                |                                 |                                 |                |
| 2008—15    | не участвовали | не участвовали | не участвовали | не участвовали | не участвовали                  | не участвовали                  | не участвовали                  | не участвовали                  | не участвовали                  | не участвовали                  | не участвовали |
| 2016       | 2              | 11             | 8              | 3              | Моника Вагнер                   | Manon Harsch                    | Carina Schönberg                | Anneliese Härtle                | Андреа Шёпп                     | Райнер Шёпп                     |                |
| 2017—н. в. | не участвовали | не участвовали | не участвовали | не участвовали | не участвовали                  | не участвовали                  | не участвовали                  | не участвовали                  | не участвовали                  | не участвовали                  | не участвовали |

(данные с сайта результатов и статистики ВФК: )